# Estación de Almendralejo

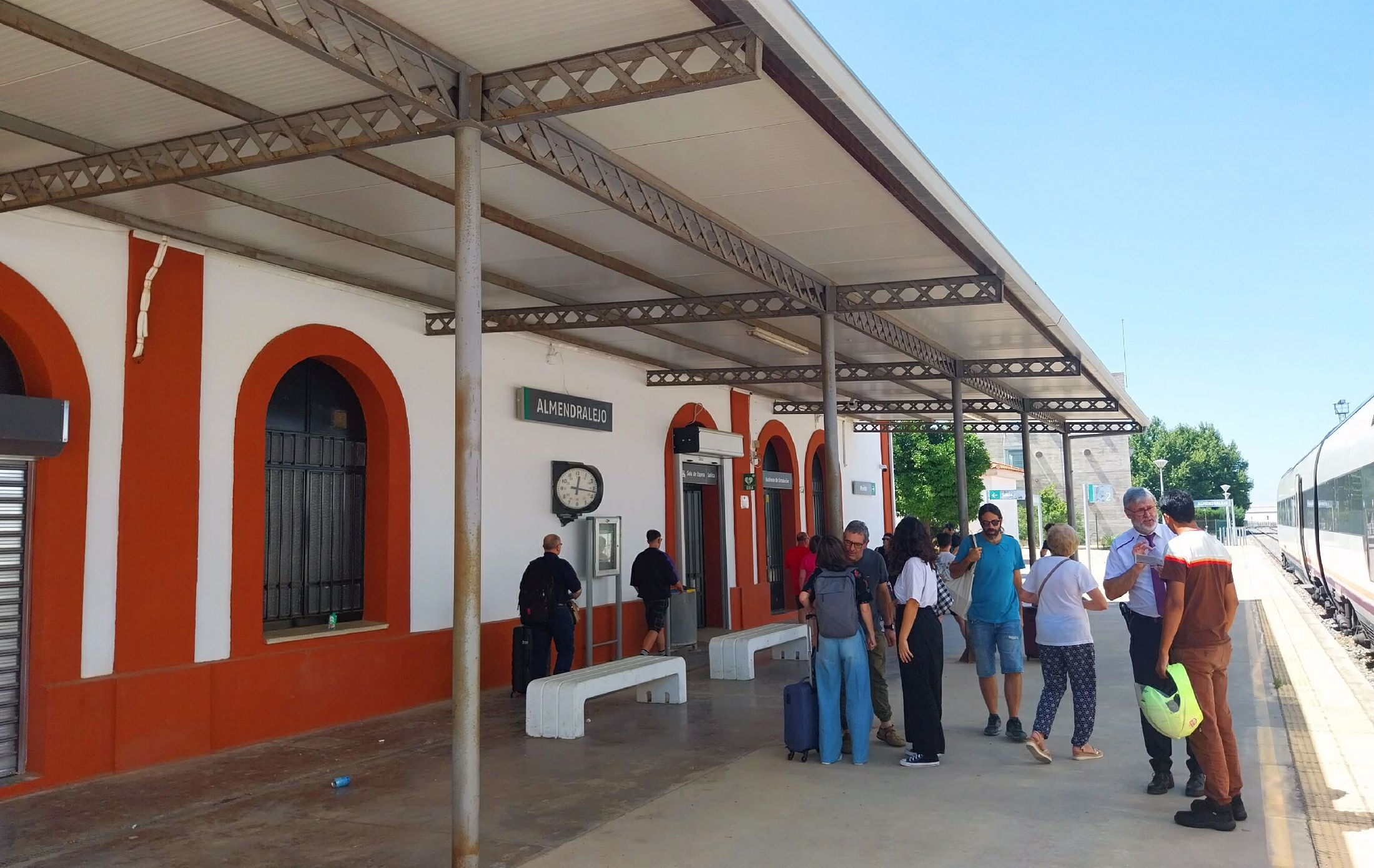
Aspecto de los andenes de la estación de Almendralejo (agosto 2024)

Almendralejo es una estación de ferrocarril situada en la ciudad española homónima, en la provincia de Badajoz, comunidad autónoma de Extremadura. Cuenta con servicios de media distancia operados por Renfe. Cumple también funciones logísticas.

## Situación ferroviaria
Se encuentra en la línea férrea de ancho ibérico que une Mérida con Los Rosales, pk 29,6 a 348 metros de altitud, entre las estaciones de Calamonte y de Villafranca de los Barros. El tramo es de vía única y está sin electrificar. 

## Historia
La estación fue abierta al tráfico el 3 de junio de 1879 con la puesta en funcionamiento del tramo Mérida-Zafra, de la línea férrea que pretendía unir Los Rosales, al norte de Sevilla con Mérida. Las obras corrieron a cargo de Manuel Pastor y Landero, ingeniero de caminos que logró la concesión en 1869. Ante las dificultades que sufría para continuar con las obras, en julio de 1880 decidió vender la concesión a MZA. Sin embargo, llegó también a un acuerdo con la Compañía de los Ferrocarriles Extremeños formada por acreedores del propio Pastor y Landero, lo que daría lugar a una larga batalla legal entre ambas empresas. Finalmente, MZA acabó pactando con los Ferrocarriles Extremeños y, previo pago, se quedó con la línea, concluyéndola en 1885. En 1941, tras la nacionalización del ferrocarril en España, la estación pasó a ser gestionada por RENFE. Desde el 31 de diciembre de 2004 Adif es la titular de las instalaciones.

## La estación
Está ubicada al este del núcleo urbano, frente a la Plaza Matías Pérez Fernández. Dispone de un edificio para viajeros formado por un cuerpo central de dos plantas coronado por un frontón triangular y dos anexos laterales de planta baja, haciendo uno de ellos funciones de bar. El conjunto es de aspecto sobrio y funcional. Los vanos de la planta baja lucen arcos de medio punto mientras que los de la parte superior son adintelados, estando tapiados. Vanos circulares decoran el frontón. El recinto cuenta con dos andenes, uno lateral al que accede la vía 2 y otro central al que acceden las vías 1 y 3. Otras dos vías más, numeradas como vías 5 y 7 que concluyen en toperas, completan la playa de vías.

## Servicios ferroviarios

### Media Distancia
Un tren MD permite conexiones directas con Madrid y Sevilla, pudiendo alcanzar destinos intermedios como Mérida, Cáceres, Plasencia, Talavera de la Reina o Leganés. El servicio se limita a un tren diario por sentido. Los fines de semana, una rama de este tren se separa en Zafra con destino Huelva. 
| Línea MD | Trenes | Origen/Destino          |  | Destino/Origen             |
| -------- | ------ | ----------------------- |  | -------------------------- |
|          | MD     | Madrid-Atocha Cercanías |  | Huelva Sevilla-Santa Justa |